# Aranybélésű tinóru
Az aranybélésű tinóru (Aureoboletus gentilis) a tinórufélék családjába tartozó, Európában honos, lomberdőkben élő, ehető gombafaj. 

## Megjelenése
Az aranybélésű tinóru kalapja 3-8 (9) cm széles, fiatalon félgömb alakú, majd domborúan kiterül. Felszíne fiatalon, középtájt kissé nemezes, repedező. Különösen  nedves időben tapadós, ragadós. Színe rózsaszínes-sárgás vagy -barnás, bézs-rózsaszín vagy halványbarna többé-kevésbé erős rózsás árnyalattal. Kalapbőre részlegesen lehúzható. 
Húsa puha, idősen szivacsosan üregesedhet. Színe fehér vagy krémszínű, a kalapbőr alatt rózsaszínes, a tönk tövében vöröses; sérülésre nem változik. Szaga gyümölcsös, íze kissé savanykás.
Termőrétege csöves, tönkhöz nőtt vagy kissé lefutó. A szűk pórusok kerekek vagy kissé szögletesek, idősen a kalap széle felé sugarasan megnyúltak. A termőréteg aranysárga, majd sárgásbarna; a pórusok élénk citrom- vagy aranysárgák, idősen olajsárgák, barnásak.
Tönkje általában lefelé vékonyodó, gyakran görbül. Színe felül aranysárga, a tövénél barnásvörös vagy barnás árnyalatú; néha teljesen krémszínű, helyenként rózsásan vagy barnásan elszíneződhet. Felszíne kissé tapadós.
Spórapora olívsárga. Spórája ellipszis alakú, mérete 10,5–16 × 4,5–6 μm.

### Hasonló fajok
A sárga gyűrűstinóru, a morva tinóru, a molyhos tinóru hasonlít hozzá. 

## Elterjedése és termőhelye
Európában honos, viszonylag ritka. 
Melegkedvelő lomberdőkben él, többnyire tölgy, gesztenye, gyertyán, bükk alatt. Nyár közepétől ősz végéig terem. 
Ehető, de ajánlott alaposan megfőzni, mert nyersen a rá érzékenyeknél enyhébb emésztőszervi tüneteket okozhat. 

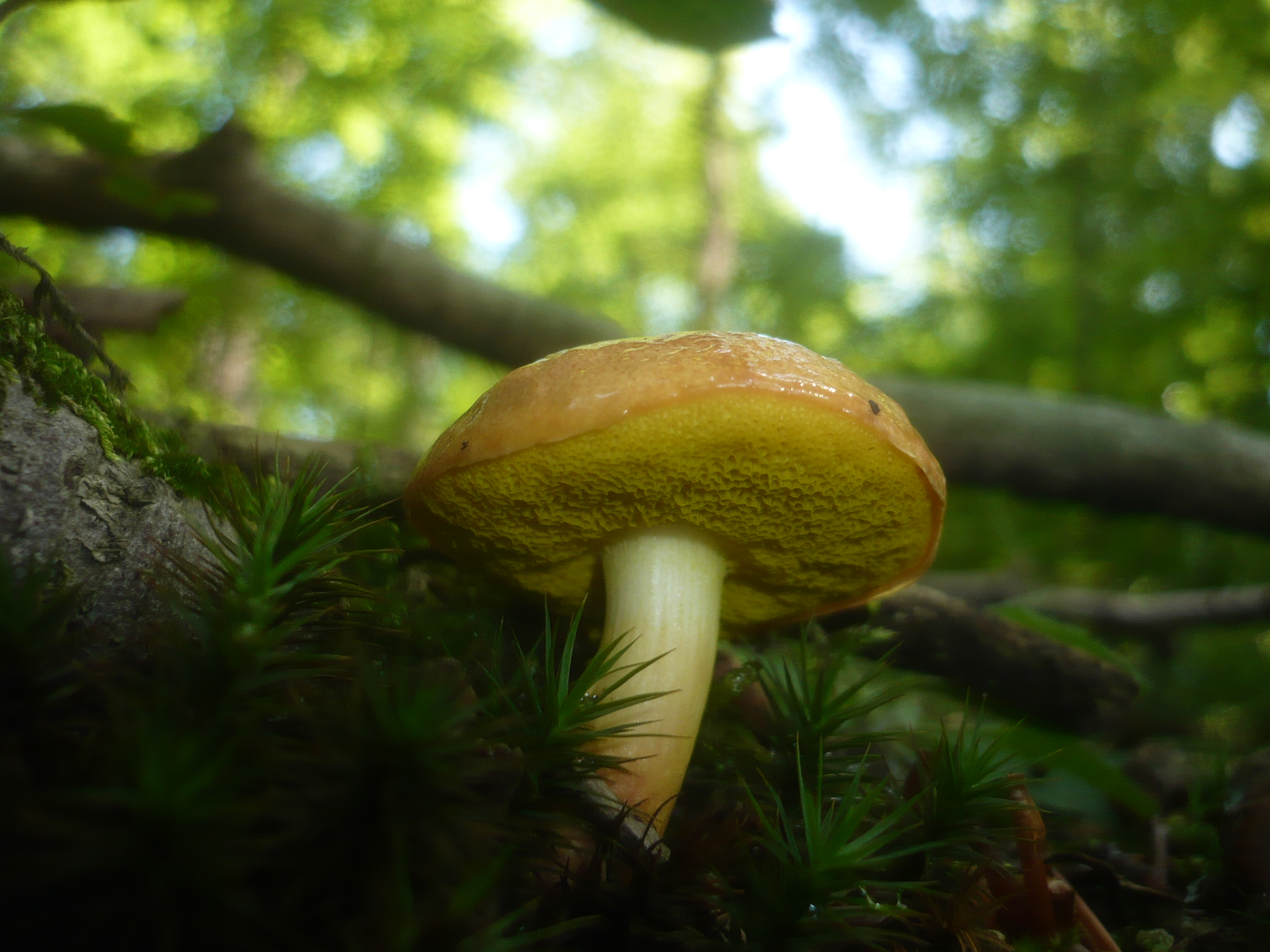
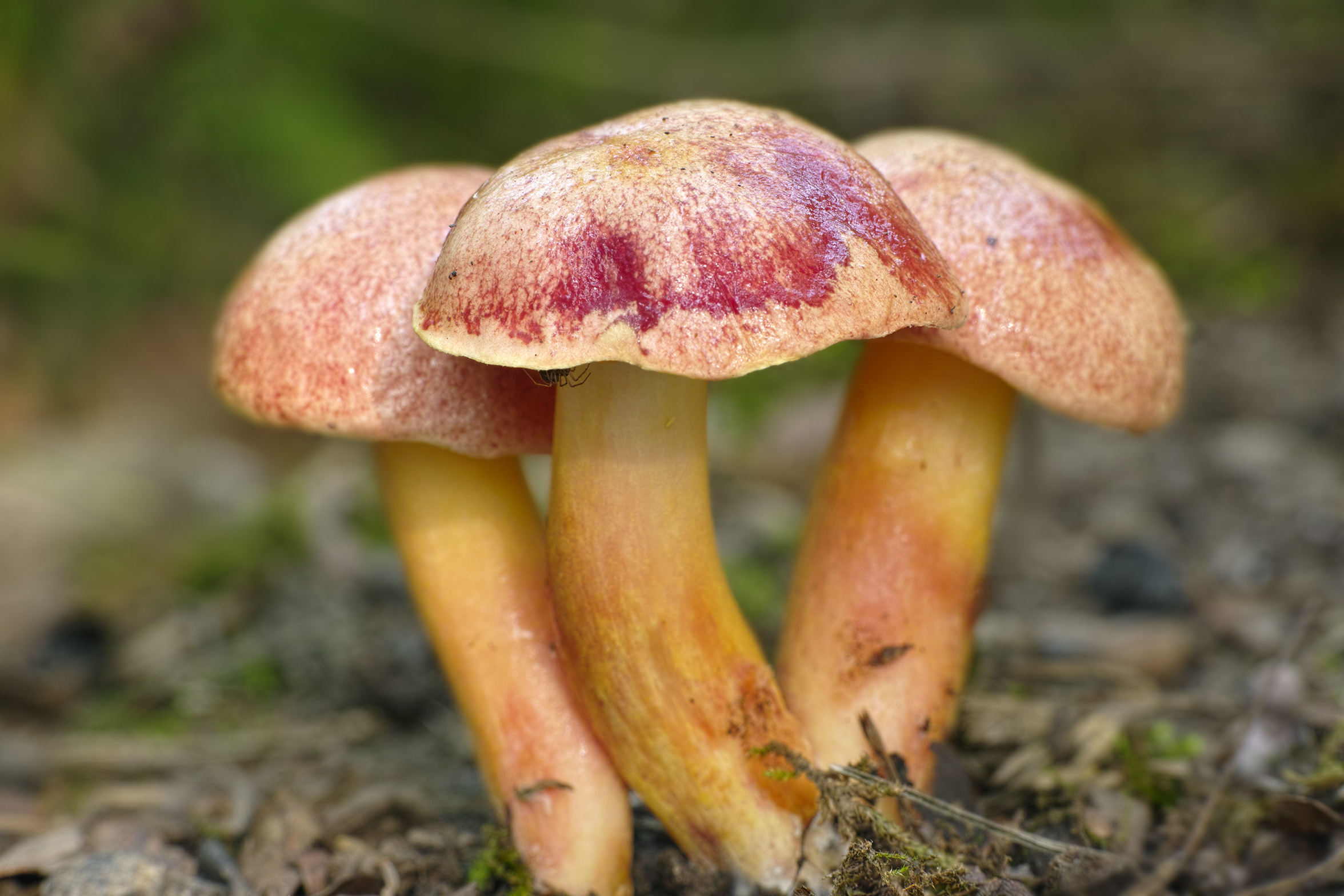
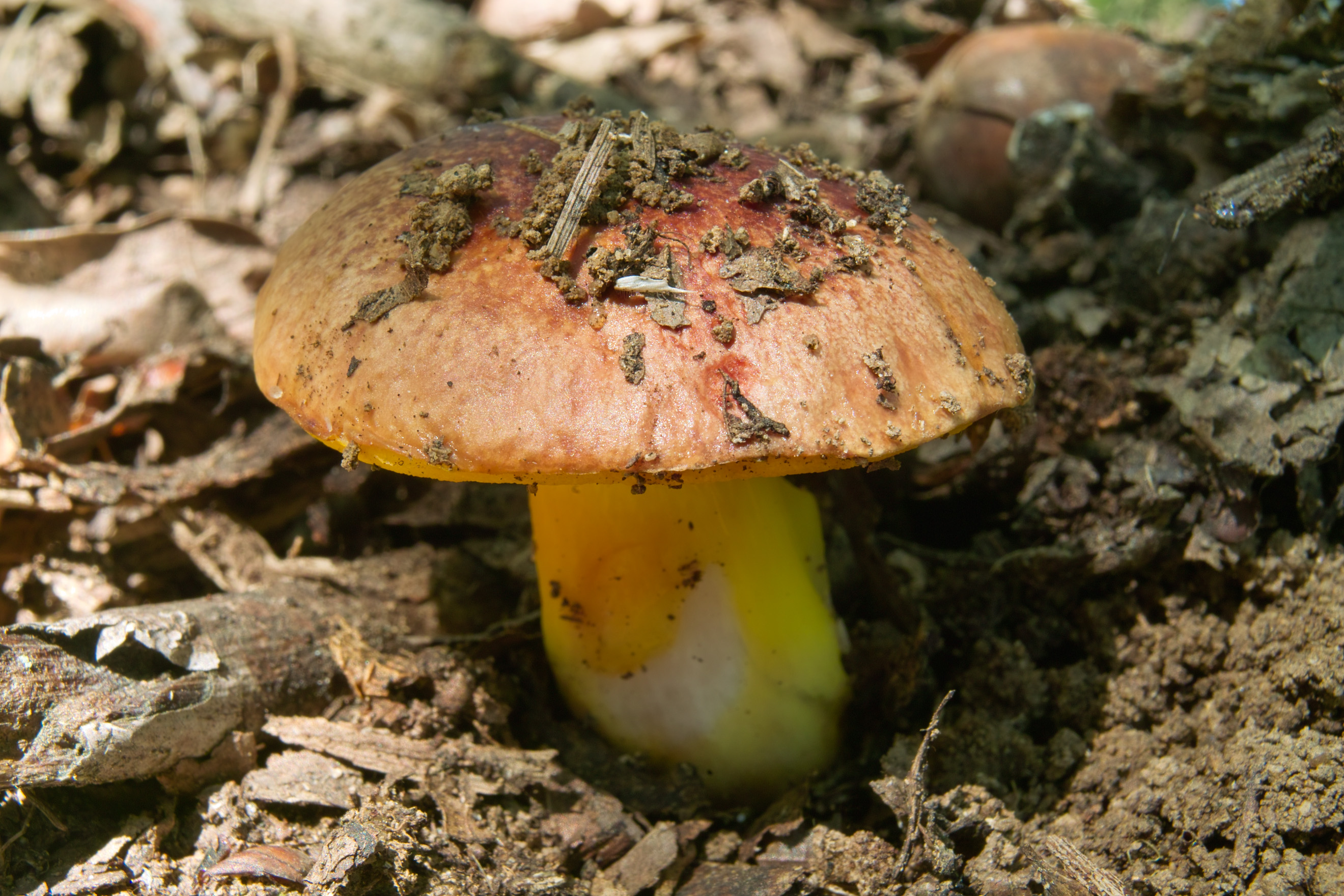
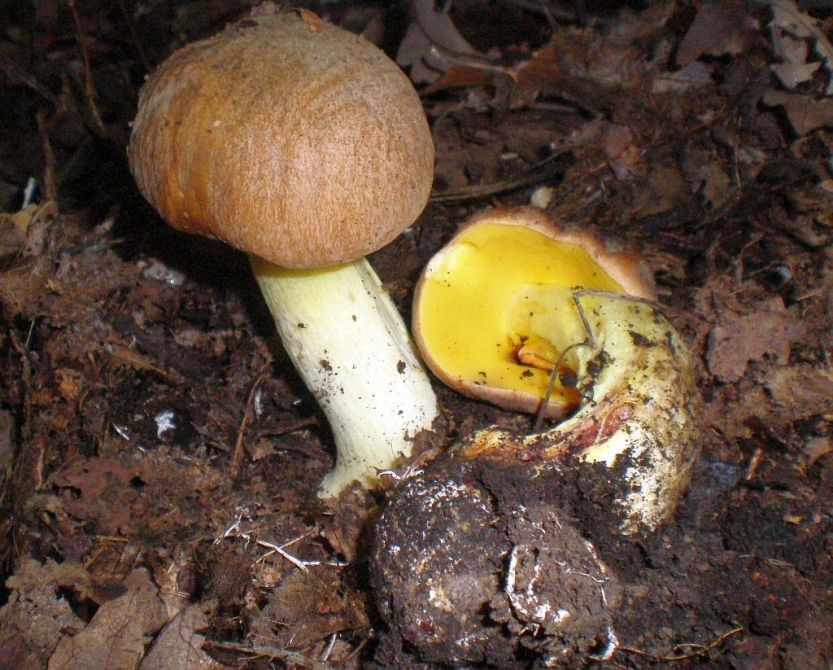
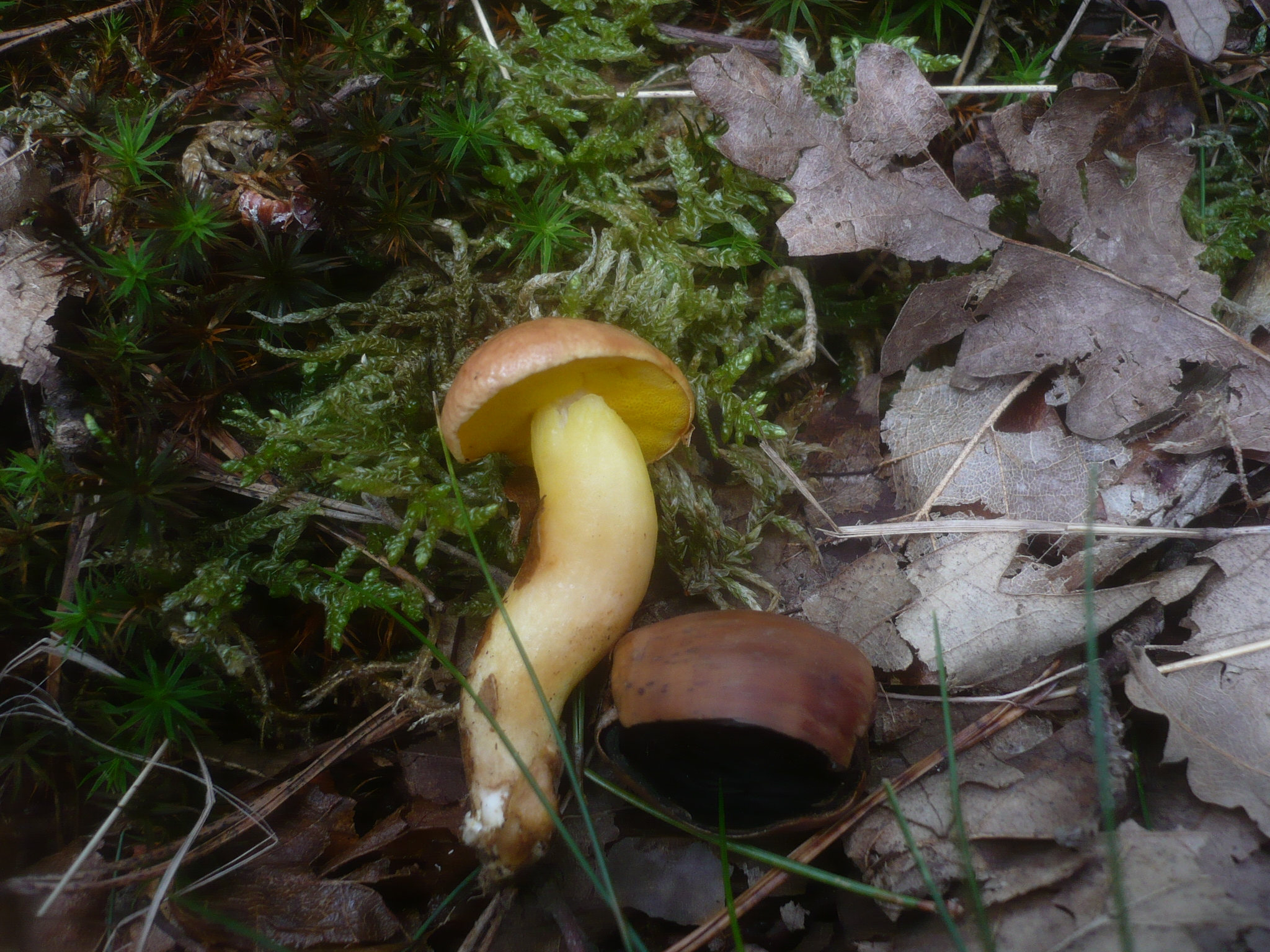